# Filon Strybel
Filon Strybel (Strybyl) herbu Trzy Tarcze (zm. w 1634 roku) – cześnik kijowski w latach 1594–1633, namiestnik kijowski w 1593 roku, sędzia grodzki kijowski w 1595 roku.
Poseł żytomierski na sejm 1609 i 1613 roku. Marszałek sejmiku deputackiego 1609 roku i sejmiku przedsejmowego 1611 szlachty kijowskiej. Wojewódzki poborca podatkowy w 1598, 1609, 1611, dwukrotnie w 1613 roku i 1623 roku.